# Institut des hautes études de Défense nationale
L’Institut des hautes études de Défense nationale (IHEDN), è un'istituzione accademica pubblica francese per la ricerca sulla difesa, l'educazione e la promozione della conoscenza e della consapevolezza, fondata nel 1936 dall'ammiraglio Raoul Castex. Originariamente era il Collège des hautes études de défense nationale ed è stato ribattezzato istituto nel 1948. Alle sessioni di formazione nazionali originarie sono state aggiunte sessioni nelle regioni (1954), sessioni internazionali (1980), cicli di intelligenza economica (1995) e altri seminari specifici. Nel 1997, l'Istituto è diventato un ente amministrativo pubblico sotto l'autorità del Primo Ministro.

## Professori famosi
- Alain de Boissieu, generale francese, compagno della Liberazione e genero del generale de Gaulle
- Philippe de Gaulle, ammiraglio e senatore francese, figlio del generale de Gaulle

## Alunni famosi
- Thierry Breton, manager e politico francese, commissario europeo per il mercato interno e i servizi della commissione von der Leyen
- Philippe Marland, funzionario e ambasciatore francese, rappresentante permanente della Francia presso l'OCSE dal 2007 al 2009